# Filmfare Award du meilleur espoir féminin
Le Filmfare Award du meilleur espoir féminin (Filmfare Award Best Female Debut), auparavant appelé Filmfare Award for Lux New Face of the Year (en français : Filmfare Award pour le nouveau visage Lux de l'année) est une récompense du cinéma indien remise à la jeune actrice indienne de l'année dont le talent aura permis d'accéder à la consécration par le magazine Filmfare, lors de la cérémonie annuelle des Filmfare Awards, depuis 1989.
La première lauréate est Juhi Chawla pour le film Qayamat Se Qayamat Tak.

## Liste des lauréates

### Années 1980-1990
- 1989 : Juhi Chawla - Qayamat Se Qayamat Tak

- 1990 : Bhagyashree (en) - Maine Pyar Kiya (en)

- 1991 : Pooja Bhatt - Dil Hai Ki Manta Nahin

- 1992 : Raveena Tandon - Patthar Ke Phool

- 1993 : Divya Bharti - Deewana

- 1994 : Mamta Kulkarni (en) - Aashiq Awara

- 1995 : Sonali Bendre - Aag

- 1996 : Twinkle Khanna - Barsaat

- 1997 : Seema Biswas - La Reine des bandits

- 1998 : Mahima Chaudhry - Pardes
- 1999 : Preity Zinta - Dil Se et Soldier (en)

### Années 2000
- 2000 : Nandita Das - Earth

- 2001 : Kareena Kapoor - Refugee

- 2002 : Bipasha Basu - Ajnabee

- 2003 : Esha Deol -  Koi Mere Dil Se Pooche

- 2004 : Lara Dutta et Priyanka Chopra Jonas - Andaaz

- 2005 : Ayesha Takia - Taarzan: The Wonder Car

- 2006 : Vidya Balan - Parineeta

- 2007 : Kangana Ranaut - Gangster

- 2008 : Deepika Padukone - Om Shanti Om

- 2009 : Asin Thottumkal - Ghajini

### Années 2010
- 2010 - Pas d'attribution

- 2011 : Sonakshi Sinha - Dabangg

- 2012 : Parineeti Chopra - Ladies vs Ricky Bahl (en)

- 2013 : Ileana D'Cruz - Barfi!

- 2014 : Vaani Kapoor – Shuddh Desi Romance

- 2015 : Kriti Sanon – Heropanti

- 2016 : Bhumi Pednekar – Dum Laga Ke Haisha
- 2017 : Ritika Singh – Saala Khadoos (en)
- 2019 : Sara Ali Khan - Kedarnath (en)
- 2020 : Ananya Panday - Student of the Year 2 (en)
- 2021 : Alaya F (en) - Jawaani Jaaneman (en)